# Chaetocoelia palans
Chaetocoelia palans är en tvåvingeart som beskrevs av Giglio-tos 1893. Chaetocoelia palans ingår i släktet Chaetocoelia och familjen lövflugor. Inga underarter finns listade i Catalogue of Life.